# Perry (Illinois)
Perry – wieś w Stanach Zjednoczonych, w stanie Illinois, w hrabstwie Pike.